# Orbelian (Armènia)
Els Orbelian (georgià: Orbeliani), senyors de Siunia, foren una família noble, documentada en inscripcions a Vaiots Dzor i Siunia, i documentada per Esteve Orbelian, un membre de la família, en la seva Història de la Siunia de 1297.

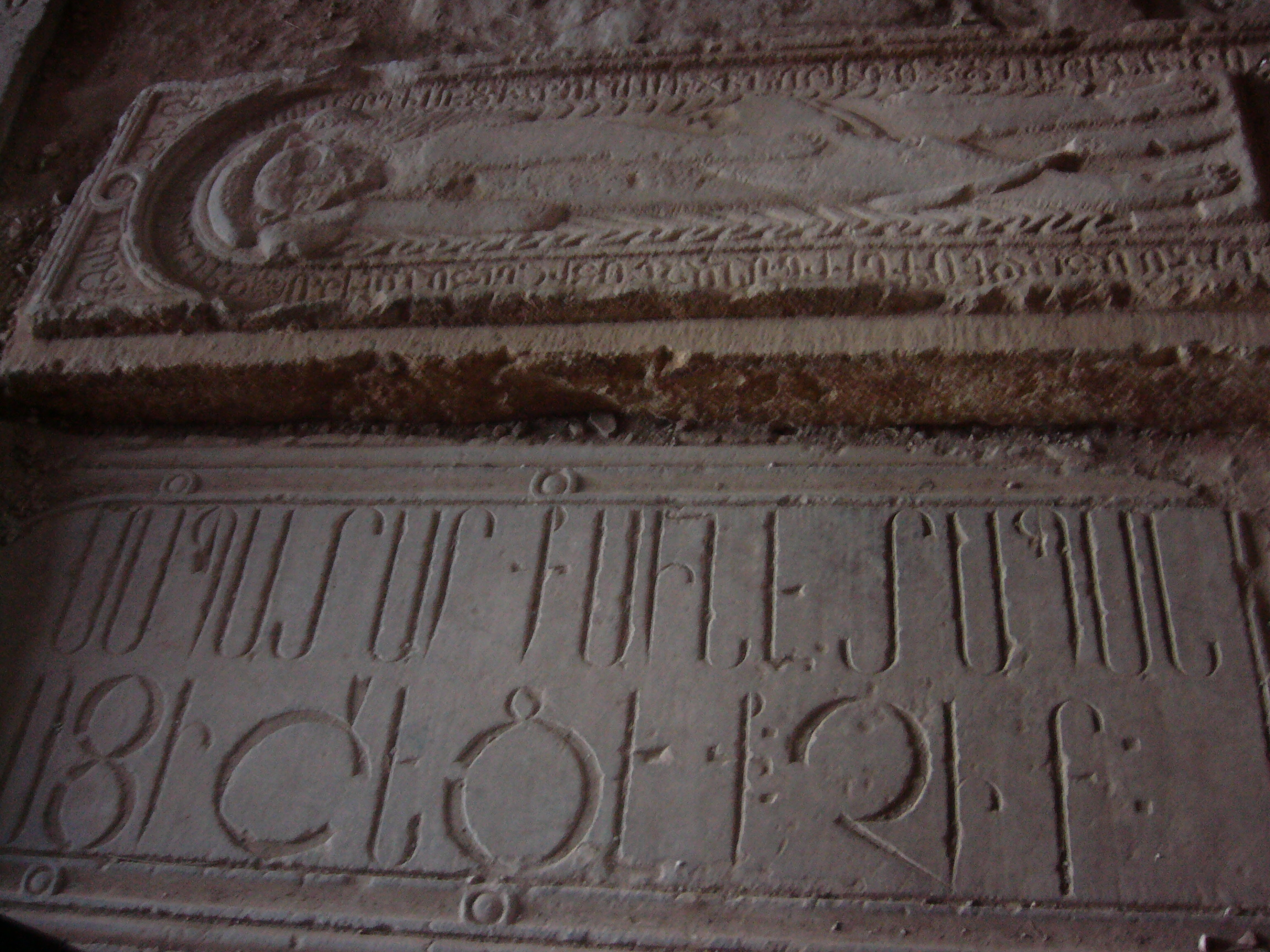
Tombes de Simbaci i Elikum III Orbeliani, a la capella de Sant Gregori al monestir de Noravank

Durant el segle xii, els Orbelian o Orbeliani eren una família feudal de les principals de Geòrgia, amb centre en la fortalesa d'Orbet'i a Abkhàzia o prop d'aquest territori. El 1177/8, el seu líder Ivane dirigia el clan al complet quan fou derrotat en la lluita de poder entre, d'una banda, el jove hereu del difunt David V de Geòrgia, el gendre i protegit d'Ivane, príncep Demetri o Demna de Geòrgia, i de l'altra, el germà del rei difunt Giorgi. Ivane va enviar el seu germà Lipartit i els seus nebots Elikum i Ivane als dominis ildeguízides amb capital a Tabriz, demanant ajut per a la seva causa, però l'exèrcit turc va fer tard, i quan va arribar Ivane ja havia estat cegat, la seva família estrangulada, i el jove Demetri cegat i castrat.
Liparit va morir a l'exili. Un fill, Ivane, retornà a Geòrgia quan la situació es va refredar; els seus descendents, tot i que amb les seves propietats reduïdes, van esdevenir prominents a Geòrgia i ho van restar fins als temps soviètics. Honorat per l'atabeg ildeguízida de l'Azerbaidjan, un altre fill de nom Elikum es va quedar allí i esdevingué un importat oficial, convertint-se (nominalment, segurament sense cap autèntic sentiment) a l'islam i va morir en una de les guerres de l'atabeg. Va deixar vídua, que era germana d'un bisbe armeni de Siunia, i un fill jove, Liparit. Aquests aviat van convertir-se, involuntàriament, en la muller i el fillastre d'un musulmà notable de Nakhtxivan.
El 1211, un exèrcit combinat georgià i armeni manat per Ivane Zakarian arrabassava el control de Siunia a l'estat de l'atabeg Ildegízida. Recordant els Orbeliani (el paper dominant dels quals a Geòrgia havia estat omplert pels Zakarian), Ivane va fer una recerca i va localitzar Liparit mercès al cunyat del bisbe, i el va establir com a senyor feudal de Vaiots Dzor. Reforçat per aliances de matrimoni i les seves relacions feudals amb els Khaghbakian o Proshian, entre d'altres, els Orbeliani van prosperar, construint o donant suport a una xarxa de monestirs esplèndids (el més notable dels quals és el de Noravank), recollint i conservant manuscrits importants, i altres inscripcions; cada monestir medieval a Vaiots Dzor té inscripcions que enregistren el seu patronatge.
L'arribada del mongols imposava la necessitat d'actuar amb rapidesa. El 1251 i 1256, el príncep Simbaci Orbelian, prudent i multilingüe, feia el pelegrinatge obligat a Karakorum, portant una joia esplèndida i benediccions divines, i va persuadir Mongke, fill de Genguis Kan, el governant mongol, de fer de Siunia i les seves esglésies un feu mongol exempt d'impostos sota el directe patronatge del gran kan (o com a mínim de la seva mare cristiana). La família expandia la seva influència, ajudada per una aparentment simpatia genuïna recíproca amb els mongols, com a mínim fins que aquestos es convertiren a l'islam. El 1286, l'erudit de la família, l'historiador Stepanos (Esteve Orbelian), feia el pelegrinatge al regne d'Armènia Menor a Cilícia i fou nomenat metropolità (arquebisbe) de la nova seu ampliada de Siunia.
El feu es va dividir en tres de 1290 a 1300, i foren després reunits per Burtel Orbelian, que governava un principat que floria i fou finalment nomenat emir de les capitals mongoles de Sultaniya i Tabriz. Aquesta cooperació propera amb els governants mongols tenia el seu preu. Uns quants Orbeliani morien en les campanyes del kan lluny de casa, i un passava 12 anys captiu a Egipte abans de ser rescatat. Els Orbeliani sobrevisqueren a l'arribada de Tamerlà i les seves hordes de turcmans durant els anys 1380, però en l'esfondrament de l'imperi de Tamerlà i les lluites entre faccions que disputaven entre si, va suposar una real amenaça. Simbaci Orbeliani, l'últim governant de la família a la Siunia, va escollir el costat equivocat i, després de la captura del seu baluard de Vorotnaberd (sud de Sisian) el 1410, va fugir a Geòrgia, on va morir. Els Orbeliani aconseguiren retenir propietats a Vaiots Dzor durant tot el segle xv, encara que molts n'emigraren amb als seus parents cap a Geòrgia.